# FV Preussen Eberswalde
Maillots
Le FV Preussen Eberswalde est un club allemand de football localisé dans la ville d’Eberswalde, dans le Brandebourg.

## Histoire

### De 1909 à 1945
Le club fut créé le 1er juillet 1909 sous l’appellation de Fussballclub Preussen 09 Eberswalde et prit immédiatement part aux compétitions officielles de l’époque.
Jusqu’à la Première Guerre mondiale, le cercle progressa de la 3e à la 1e ligue régionale. Après le conflit, le FC Preussen 09  rejoua en 2e Kreisliga. Il monta en 1e Kreisliga en 1923. À l’époque il s’agit de la 2e plus haute division.
Après l’arrivée au pouvoir des Nazis, en 1933, le FC Preussen 09 resta au 2e niveau appelé Oberliga dans le Brandebourg. En 1936, le club recula dans la hiérarchie (Kreisliga).
Après le déclenchement de la Seconde Guerre mondiale, l’organisation des compétitions et de rencontres de football à Eberswalde ne se fit plus qua par des associations entre les clubs locaux.
En 1945, les clubs allemands furent dissous par les Alliés, (voir Directive n°23).

### Époque de la RDA
En 1946, le club fut reconstitué par d’anciens joueurs et membres du FC Preussen 09 sous le nom de Zentralen Sportgemeinschaft Eberswalde Nord ou ZSG Eberswalde Nord.
Le club joua alors en Landesliga Brandenburg  (équivalent D2). En octobre 1948, le club fut renommé ZSG Eintracht Eberswalde. En 1949, il fut relégué en Landesklasse.
La même année qu’il fut relégué, le cercle fut rebaptisé BSG Stahl Eberswalde, à la suite de la réorganisation des activités sportives dans ce qui devenait la RDA. Peu après, le club reçut une nouvelle appellation: BSG Motor Eberswalde.
Après la réorganisation administrative de l’État est-allemand, en juillet 1952, la format des compétitions de football fut adapté. Ce fut la constitution de la Bezirksliga (3e niveau).
Le BSG Motor Eberswalde fut versé dans la Bezirksliga Frankfurt/Oder dont il s’avéra être un des piliers. Il en remporta 18 fois le titre, durant les 37 saisons d’existence de cette ligue de 1952 à 1990.
En 1958, le BSG Motor Eberswalde parvint à rester au 3e niveau en accédant à la II. DDR-Liga une ligue intermédiaire créée entre la DDR-Liga et la Bezirksliga et qui fut donc, de facto, le 3e étage de la pyramide est-allemande de 1956 à 1963. 
Si le club domina copieusement sa Bezirksliga Frankfurt/Oder, il resta cependant souvent dans l’ombre des équipes de Cottbus et Potsdam lors du tour final.
Toutefois, le BSG Motor Eberswalde parvint à monter en DDR-Liga à six reprises (1957, 1960, 1972, 1975, 1980, 1983).
Lors de la saison 1989-1990, à la suite de la chute du Mur de Berlin, la Division 2 est allemande fut renommé NOFV-Liga. Néo-promu lors de la saison suivante, Motor Eberswalde assura de justesse (16e sur 18) sa place dans la nouvelle Oberliga Nordost, une ligue située eu niveau 3 du football allemand réunifié.

### Depuis 1990
Après la réunification allemande, le club redevint un organisme civil. Il fut restructuré sous l’appellation SV Motor Eberswalde. Deux ans plus tard, afin d’obtenir plus de possibilités de financement, la section football quitta l’association et évolua de manière indépendante sous la dénomination de FV Motor Eberswalde.
Le club fut relégué de NOFV-Oberliga (en) à la fin de la saison 1992-1993. Il remonta au bout d’un an. La ligue était entre-temps devenue le 4e niveau, à la suite de l’instauration des Regionalligen. 
FV Motor Eberswalde s’installa en milieu de tableau de NOFV-Oberliga (en) Nord jusqu’à la fin du championnat 2006-2007. À ce moment, 16e et dernier, il recula en Verbandliga Brandenburg.
Cette ligue fut rebaptisée Brandenburg-Liga, la saison suivante et se retrouva au 6e niveau de la hiérarchie de la DFB, à la suite de la création de la 3. Liga en 2008.

Le 24 mai 2011, le FV Motor Everswalde et le FC Freya Marienwerder fusionnent, et prennent le nom de FV Preussen Eberswalde le 10 juin 2011.

## Palmarès
- Champion de Bezirksliga Frankfurt/Oder: 1955, 1956, 1957, 1962, 1964, 1965, 1966, 1968, 1970, 1972, 1975, 1980, 1982, 1983, 1985, 1986, 1987, 1989, 1990.
- Champion de Verbandsliga Brandenburg: 1994.

- Finaliste de la Brandeburger Pokal: 1995.

## Localisation

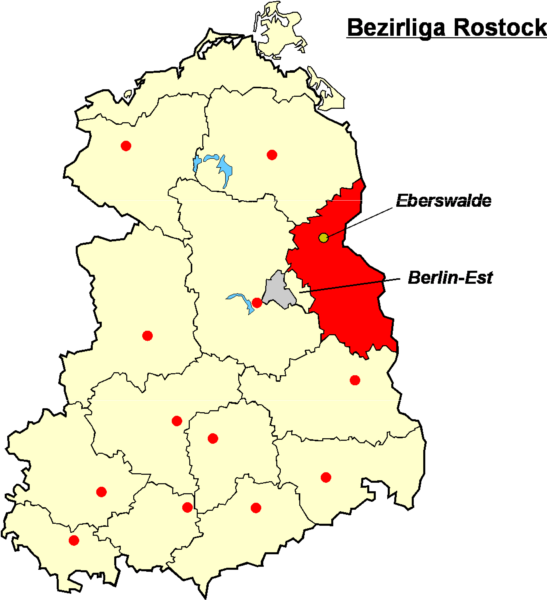
Image plus petite et à droite